# 亀島川
亀島川（かめじまがわ）は、東京都中央区を流れる荒川水系の一級河川である。名前の由来は諸説あり、瓶を売る商人が多くいた、亀が多くいた、亀に似た小島があったなどである。

## 地理
中央区日本橋茅場町にある霊岸橋付近で日本橋川から分流し南へ流れ、亀島橋を過ぎたあたりで南東に折れ、八丁堀付近を経由して中央区の中央大橋下流で隅田川に合流する。日比谷河岸、将監河岸、亀島河岸、湊河岸があった。
約1kmの短い流路延長に5つの橋が架かる。江戸期には川沿いに向井将監（忠勝ほか）の御船手奉行所があって、江戸に入る船舶はここであらためを受けたため将監河岸とも呼ばれた。

## 河川施設
上流の日本橋川との分岐点である日本橋水門と、河口の亀島川水門の2つの防潮水門で完全に閉め切ることができる。隅田川との合流点は海に近いため、高潮の発生時に川が逆流して洪水を引き起こす可能性があるからである。

## 亀島川みずべまつり
近年亀島川の2つの水門の間約1.1キロメートルを利用し定期的に亀島川みずべまつりが開催され、カヤック・SUPの体験や川辺を散策しながらの清掃などが実施されている。

## 日本橋川・亀島川流域連絡会
日本橋川及び亀島川を地域に生きた親しめる川とするためには、都民と行政が共通認識に基づき協同・連携して川づくりを進めていくことが必要なためとして、「日本橋川・亀島川流域連絡会」が1999年に設置され、「日本橋地域における水辺空間を活かしたまちづくり」等の検討が進められている。

## 橋梁
- 霊岸橋 - （東京都道10号（永代通り））
- 新亀島橋
- 亀島橋 - （八重洲通り）
- 高橋 - （鍛冶橋通り）
- 南高橋

## ギャラリー

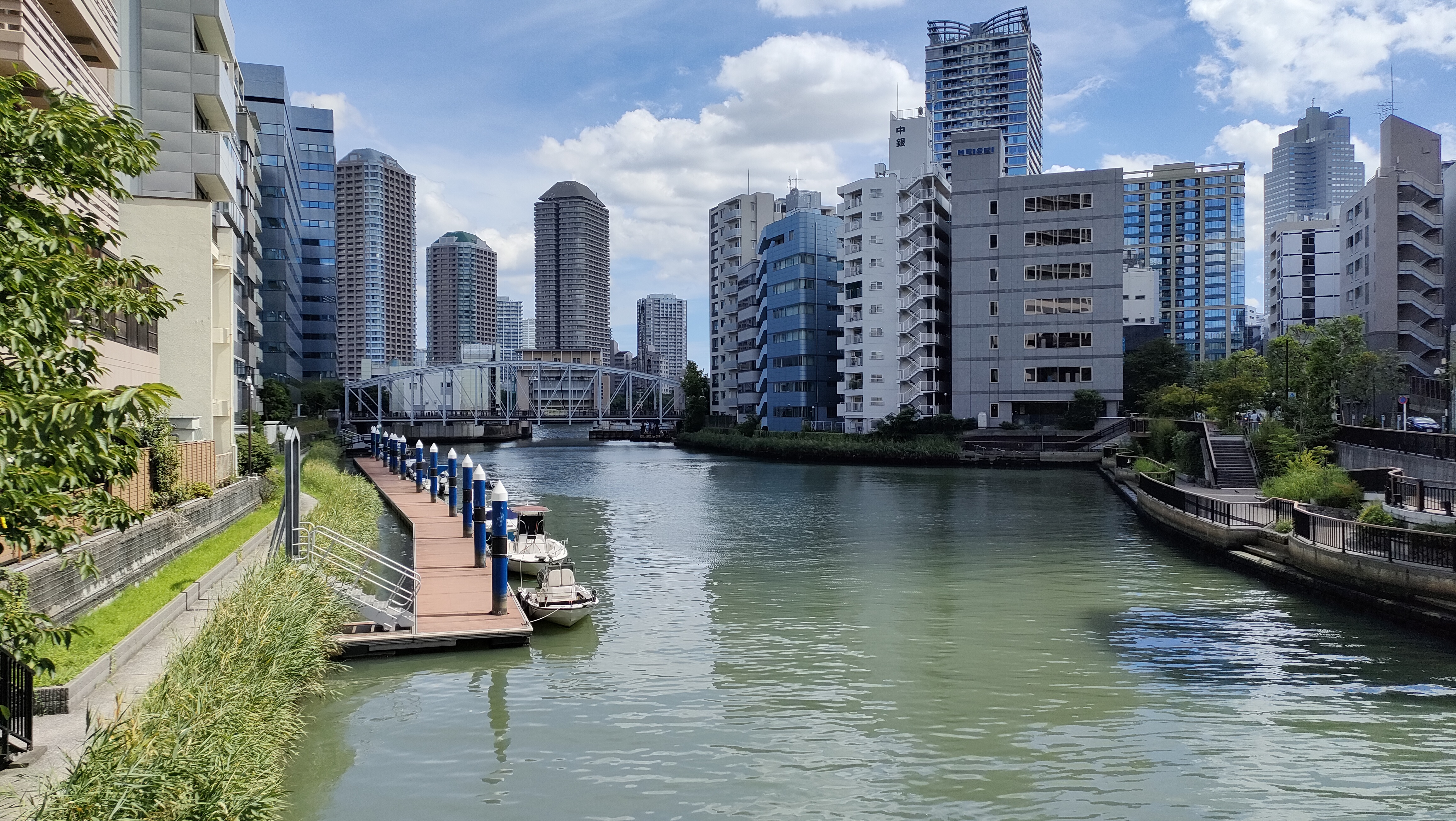
高橋からの亀島川（2024年8月10日撮影）
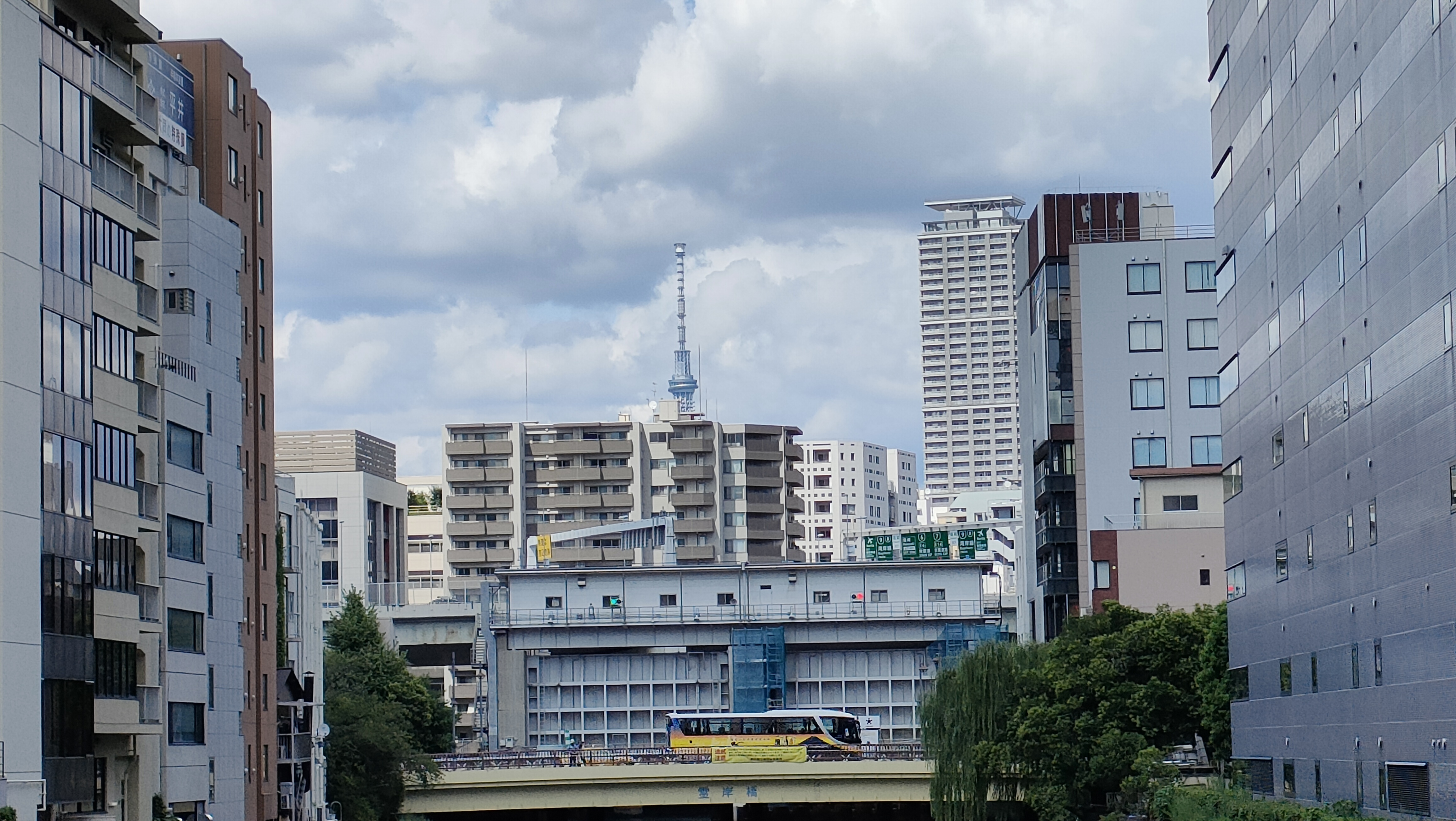
新亀島橋上からの日本橋水門（2024年8月10日撮影）
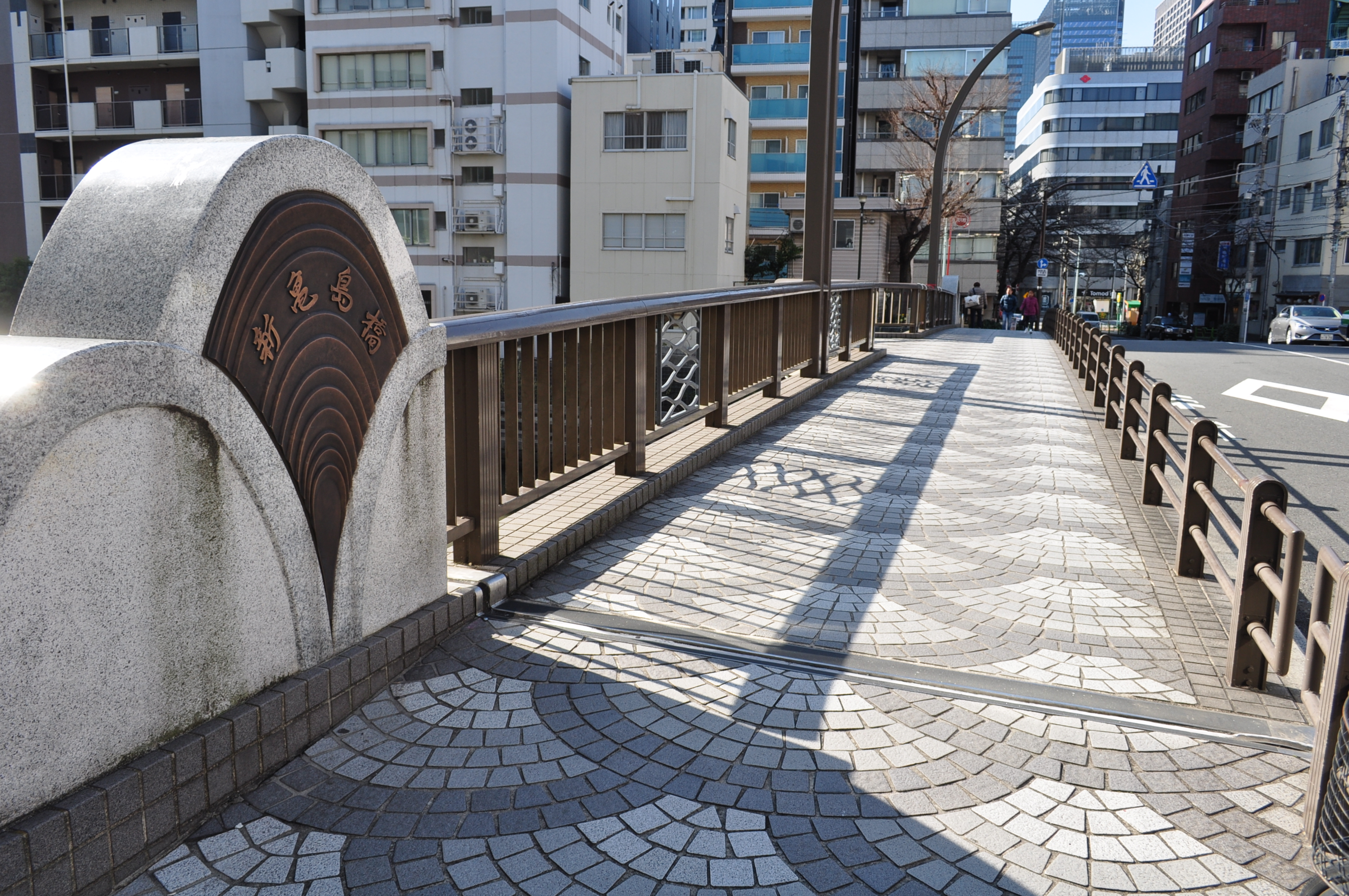
新亀島橋（2018年3月10日撮影）
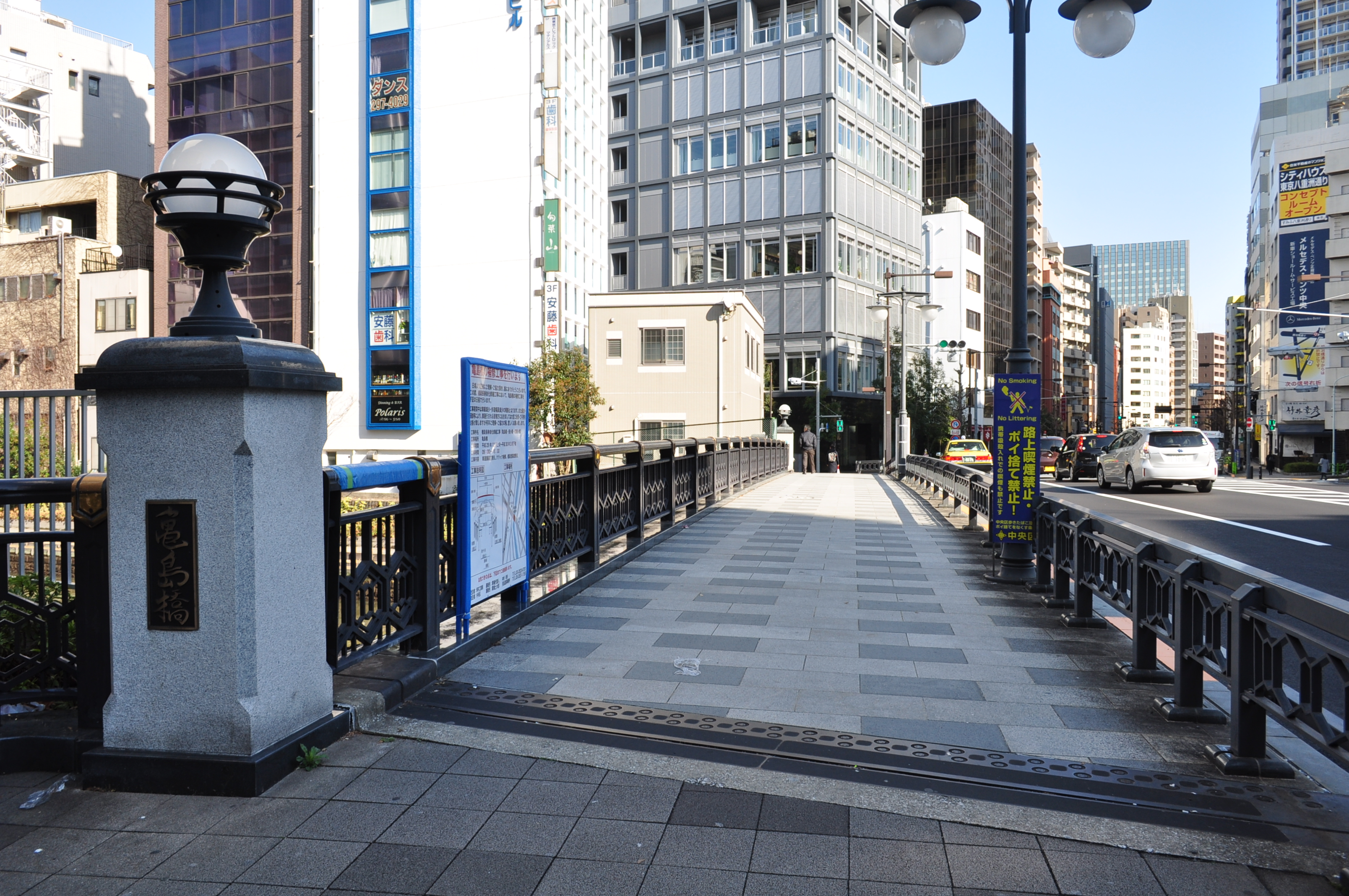
亀島橋（2018年3月10日撮影）
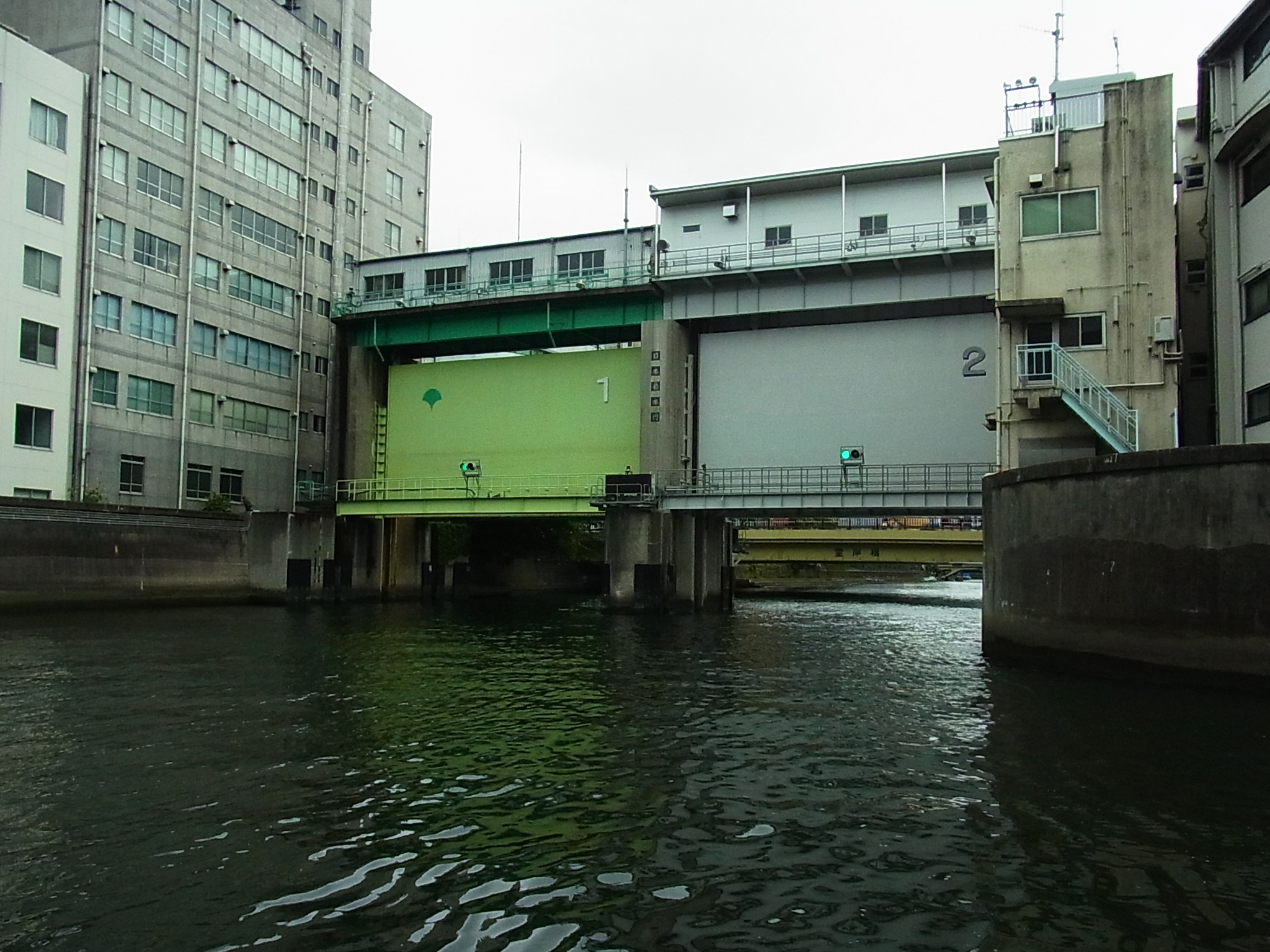
日本橋水門（2011年7月撮影）
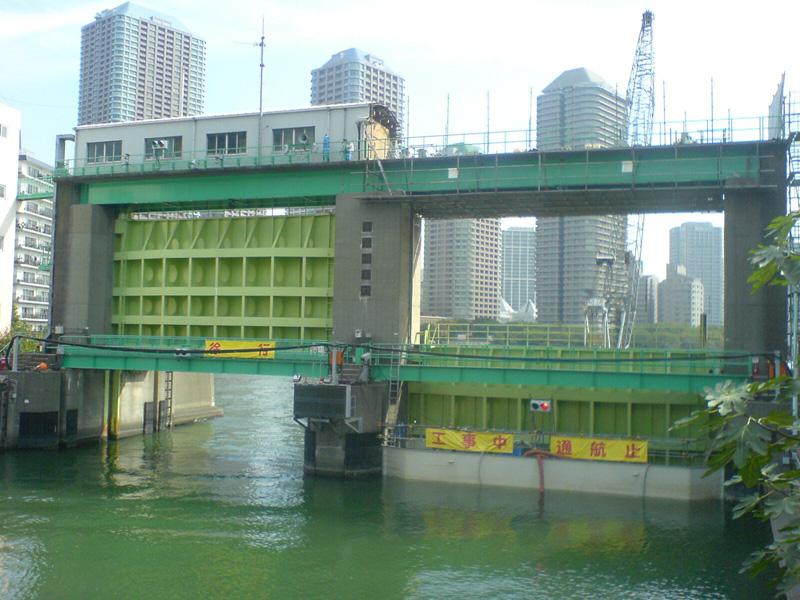
亀島川水門（南高橋上より）
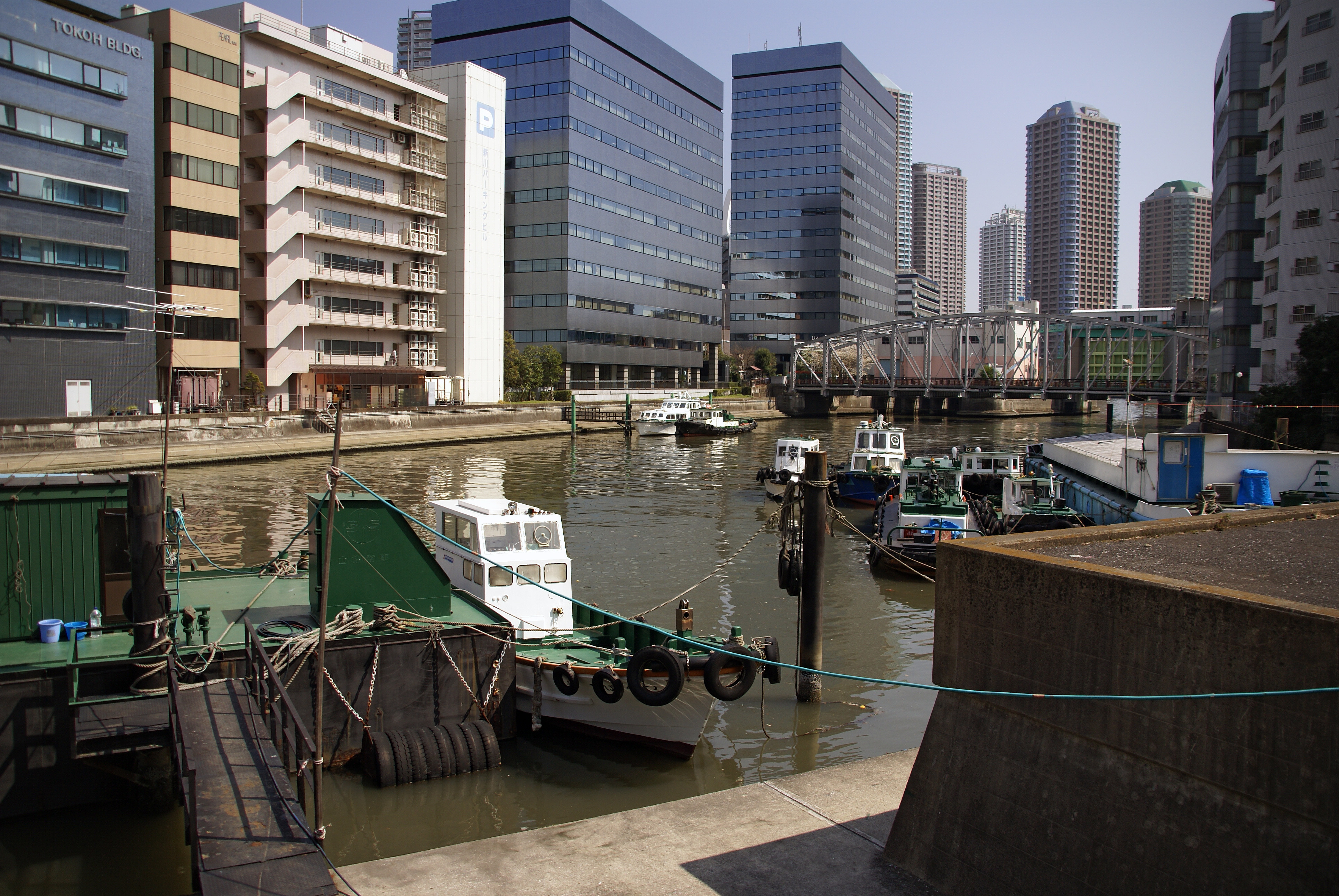
鉄砲洲通りから南高橋を望む

## 柱脚
1. ↑  東京都中央区ホームページ、2011年3月閲覧。
2. 1 2  “水都東京：亀島川水辺遊歩道設置プロジェクト１：現況・住民意向調査編”. エクセイト研究所. 2024年7月1日閲覧。
3. ↑  “亀島川みずべまつり”. 中央区民マガジン. 2024年6月19日閲覧。
4. ↑  “都会にカヤック！？”. 中央区観光協会特派員ブログ. 2024年6月19日閲覧。
5. ↑  “東京・中央区で7月9、10日「亀島川みずべまつり」、カヤックやＳＵＰ体験も”. トラベルニュースat. 2024年6月19日閲覧。
6. ↑  東京都建設局. “日本橋川・亀島川流域連絡会設置要網”. 設置要綱. 2024年7月4日閲覧。
7. ↑  “第九期日本橋川・亀島川流域連絡会活動報告書”. 日本橋川・亀島川流域連絡会活動報告書. 2024年7月4日閲覧。
8. ↑  “日本橋地域における水辺空間を活かしたまちづくり”. Wayback machine. 2024年7月4日閲覧。